# Nops craneae
Nops craneae  (лат.) — вид мелких пауков рода Nops из семейства Caponiidae. Центральная Америка: эндемик Тринидада и Тобаго (обнаружен на острове Тринидад). Длина голотипа самца 7,8 мм (самка до 10,34 мм). На головогруди имеют только 2 глаза.
Вид Nops craneae был впервые описан в 1967 году американским арахнологом Артуром Чикерингом (1887—1974) вместе с таксонами Nops largus, Nops gertschi, Nops flutillus, Nops simla, Nops sublaevis, Nops toballus, Nops ursumus и другими новыми видами. Таксон Nops craneae включён в состав рода Nops MacLeay, 1839 и назван в честь Джоселин Крейн де ла Уильям(Jocelyn Crane de la William; Beebe Tropical Research Station).